# Teoría de modelos
En matemática, teoría de modelos es el estudio de (clases de) estructuras matemáticas tales como grupos, cuerpos, grafos, o incluso universos de teoría de conjuntos, en relación con las teorías axiomáticas y la lógica matemática. La teoría de modelos permite atribuir una interpretación semántica a las expresiones puramente formales de los lenguajes formales. Además permite estudiar en sí mismos los conjuntos de axiomas, su completitud, consistencia, independencia mutua, y permiten introducir un importante número de cuestiones metalógicas.

Al mismo tiempo los lenguajes en los que se ha estructurado la noción de verdad y de los que habla la teoría de modelos son, por lo general, sistemas matemáticos. Las «cosas» representadas en dichos lenguajes son también sistemas matemáticos. Por esto, la teoría de modelos es una teoría semántica que pone en relación unos sistemas matemáticos con otros sistemas matemáticos. Dicha teoría nos proporciona algunas pistas con respecto a aquella semántica que pone en relación los lenguajes naturales con la realidad. Sin embargo, ha de tenerse siempre presente que no hay ningún sustituto matemático para los problemas genuinamente filosóficos. Y el problema de la verdad es un problema netamente filosófico.
Padilla Gálvez, Jesús Padilla Gálvez (2007). Verdad y demostración. Plaza y Valdés. p. 229. ISBN 9788496780194. OCLC 427520428. Consultado el 28 de febrero de 2019.

## Introducción
Informalmente, una teoría matemática está formada por un conjunto de teoremas y axiomas. Los teoremas son proposiciones lógicamente deducibles de los axiomas. En el enfoque moderno, las teorías se conciben como un conjunto de proposiciones expresables en un cierto lenguaje formal que recoge explícitamente el conjunto de símbolos de la teoría, los axiomas y las reglas de deducción. El aparataje anterior define la sintaxis de la teoría.
En ese punto, la teoría de modelos permite definir la semántica de una teoría. Así un modelo {\displaystyle {\mathfrak {U}}} es una L-estructura {\displaystyle {\mathfrak {U}}=(A,\phi )} donde una cadena de signos o sentencia del lenguaje formal de la teoría correctamente formada puede ser interpretada y verificada (es decir, o bien la proposición o su negación se satisfacen en el modelo). Un modelo {\displaystyle {\mathfrak {U}}} para una teoría {\displaystyle \mathbf {T} } es una estructura {\displaystyle {\mathfrak {U}}\in \mathrm {Mod} \ \mathbf {T} } donde los axiomas y teoremas de la teoría se satisfacen. Por ejemplo, el conjunto de números naturales constituyen un modelo para los axiomas de Peano. Un grupo matemático es un modelo de la teoría de grupos (aunque en este caso existe más de un modelo posible, cada grupo de hecho es un modelo de la teoría).
Por tanto, un modelo es una estructura donde las proposiciones formales de la teoría (es decir, una cadena de signos matemáticos) son interpretables y, por tanto, las oraciones pueden considerarse como afirmaciones sobre el modelo. Existe un paralelo con el lenguaje común y la realidad, una realidad física o un objeto físico real son análogos a un modelo matemático, mientras que una descripción verbal de esa realidad física es una teoría para dicho modelo. Si un modelo para un lenguaje formal satisface además una oración o una teoría (conjunto de oraciones), se llama modelo de una oración o teoría. La teoría de modelos tiene fuertes lazos con el álgebra y el álgebra universal.

### Teoría de modelos finitos
La teoría de modelos finitos es la parte de la teoría de modelos más cercanas al álgebra universal. Al igual que otras partes del álgebra universal, y a diferencia con otras áreas de la teoría de modelos, está relacionada principalmente con álgebras finitas, o más generalmente, con una σ-estructura finita para signaturas σ que pueden contener símbolos relacionales como en el siguiente ejemplo:
La signatura estándar para grafos es σgrph={E}, donde E es un símbolo de relación binaria.
Un grafo es una σgrph-estructura que satisface las proposiciones {\displaystyle \forall u\forall v(uEv\rightarrow vEu)} y {\displaystyle \forall u\neg (uEu)}.
Un σ-homomorfismo es una aplicación que conmuta con las operaciones y preserva relaciones de σ. Esta definición lleva a la noción usual de homomorfismo de grafos, que tiene la propiedad interesante que un homomorfismo biyectivo no necesita tener inverso. Las estructuras también forman parte del álgebra universal, después de todo, algunas estructuras algebraicas tales como grupos ordenados admiten una relación binaria del tipo < "menor que". Lo que distingue a un modelo finito de un álgebra universal es el uso de proposiciones lógicas más generales (como el ejemplo anterior) en lugar de identidades (en un contexto de teoría de modelos la identidad t=t' se escribe como una proposición {\displaystyle \forall u_{1}u_{2}\dots u_{n}(t=t')}.)
La lógica empleada en una teoría de modelos finitos generalmente es más expresiva que una lógica de primer orden, o la lógica estándar para la teoría de modelos más general o las estructuras infinitas.

### Modelos para teorías lógicas de primer orden
Este artículo se enfoca en teoría finitaria de modelos de primer orden de estructuras infinitas. La teoría de modelos finitos, la cual se concentra en estructuras finitas, diverge significativamente del estudio de estructuras infinitas tanto en los problemas estudiados como en las técnicas usadas. La teoría de modelos en lógicas de orden superior o lógicas infinitarias está obstaculizada por el hecho de que la completitud no se cumple para estas lógicas. Actualmente existe un número importante de resultados sobre las propiedades de los sistemas lógicos, tanto de primer orden como de segundo orden.
Debe tenerse presente que dada una teoría lógica de primer orden, generalmente existe más de un modelo para dicha teoría, y dichos modelos usualmente no son isomorfos. Eso significa que los axiomas de una determinada teoría caracterizan en realidad aspectos de diferentes tipos de estructuras. Muchas veces esto es un resultado buscado. Por ejemplo, la teoría de grupos y sus axiomas definitorios admiten diversos modelos (cada grupo matemático de hecho es un modelo de dicha teoría). En otras ocasiones como en el intento de formalizar los números reales mediante una teoría de primer orden se buscaba que esencialmente existiera un modelo único, sin embargo, el teorema de Löwenheim-Skolem permite ver que existen diversos modelos no isomorfos, entre ellos los números reales convencionales, pero también los números hiperreales constituyen otro modelo no isomorfo al anterior que también satisface los mismos axiomas y teoremas que los números reales.
La existencia de un modelo permite establecer la consistencia de una teoría. La existencia de diferentes modelos puede permitir establecer la independencia de algunos axiomas. Esencialmente, eso es lo que puede establecer la teoría de modelos aplicada a la teoría de conjuntos axiomática, por ejemplo.

### Modelos de ZFC
La existencia de diferentes modelos posibles para los axiomas de Zermelo-Fraenkel (ZFC) ha permitido establecer la independencia del axioma de elección y de la hipótesis del continuo de otros axiomas de la teoría de conjuntos (los principales resultados se deben a Paul Cohen (1963) y Kurt Gödel (1938)).
Se ha probado que tanto el axioma de elección como su negación son consistentes con los axiomas de Zermelo-Fraenkel de la teoría de conjuntos. Y la hipótesis del continuo, es lógicamente independiente, de los axiomas de Zermelo-Fraenkel y el axioma de elección. Estos resultados son ejemplos de aplicaciones de la teoría de modelos a la teoría axiomática de conjuntos.

### Modelos para la teoría de los números reales
Un ejemplo de los conceptos de la teoría de modelos es la teoría de los números reales. Comenzamos con un conjunto de individuos, donde cada individuo es un número real y un conjunto de relaciones y/o funciones como { ×, +, −, ., 0, 1 }. Si hacemos una pregunta "∃ y (y × y = 1 + 1)" en este lenguaje, entonces está claro que la sentencia es verdadera para reales, ya que existe tal número real y, a saber la raíz cuadrada de 2. Para los números racionales, sin embargo, la sentencia es falsa. Una proposición similar, "∃ y (y × y = 0 − 1)", es falsa en los reales, pero es verdadera en los números complejos, donde i × i = 0 − 1.

### Teoría de la demostración
La teoría de modelos puede emplearse como herramienta en la teoría de la demostración que se ocupa de lo que se puede probar con sistemas matemáticos dados, y cómo estos sistemas se relacionan entre sí. En principio la teoría de la demostración se ocupa de la complejidad sintáctica de las teorías a diferencia de la teoría de modelos que se ocupa principalmente de las posibilidades semánticas de la teoría.